# Tušovice
Tušovice település Csehországban, a Příbrami járásban. Tušovice Nestrašovice, Tochovice, Starosedlský Hrádek, Těchařovice és Svojšice településekkel határos. Lakosainak száma 100 fő (2024. január 1.).

## Népesség
A település lakosságának változását az alábbi diagram mutatja:
| Lakosok száma | 221  | 247  | 191  | 138  | 115  | 104  | 104  | 111  | 111  | 100  |
|               | 1869 | 1890 | 1921 | 1950 | 1980 | 2001 | 2017 | 2019 | 2022 | 2024 |